# Relaciones Cuba-Malasia
Las relaciones Cuba-Malasia se refiere a las relaciones bilaterales entre Cuba y Malasia. Las relaciones diplomáticas se establecieron el 6 de febrero de 1975, Cuba abrió su embajada en Kuala Lumpur en 1997, mientras que Malasia abrió su representación en La Habana en febrero de 2001. Ambos son miembros del Grupo de los 77, del Movimiento No Alineado y de las Naciones Unidas.

## Relaciones económicas
Ambos países cooperan en el área de la biotecnología en el campo de la investigación y producción de vacunas. El gobierno cubano ha proporcionado becas a estudiantes malasios para que puedan continuar sus estudios de medicina y humanidades en Cuba.

## Viaje
Los malasios que visitan Cuba hasta 3 meses no están obligados a obtener visa de viaje.

## Intercambio cultural

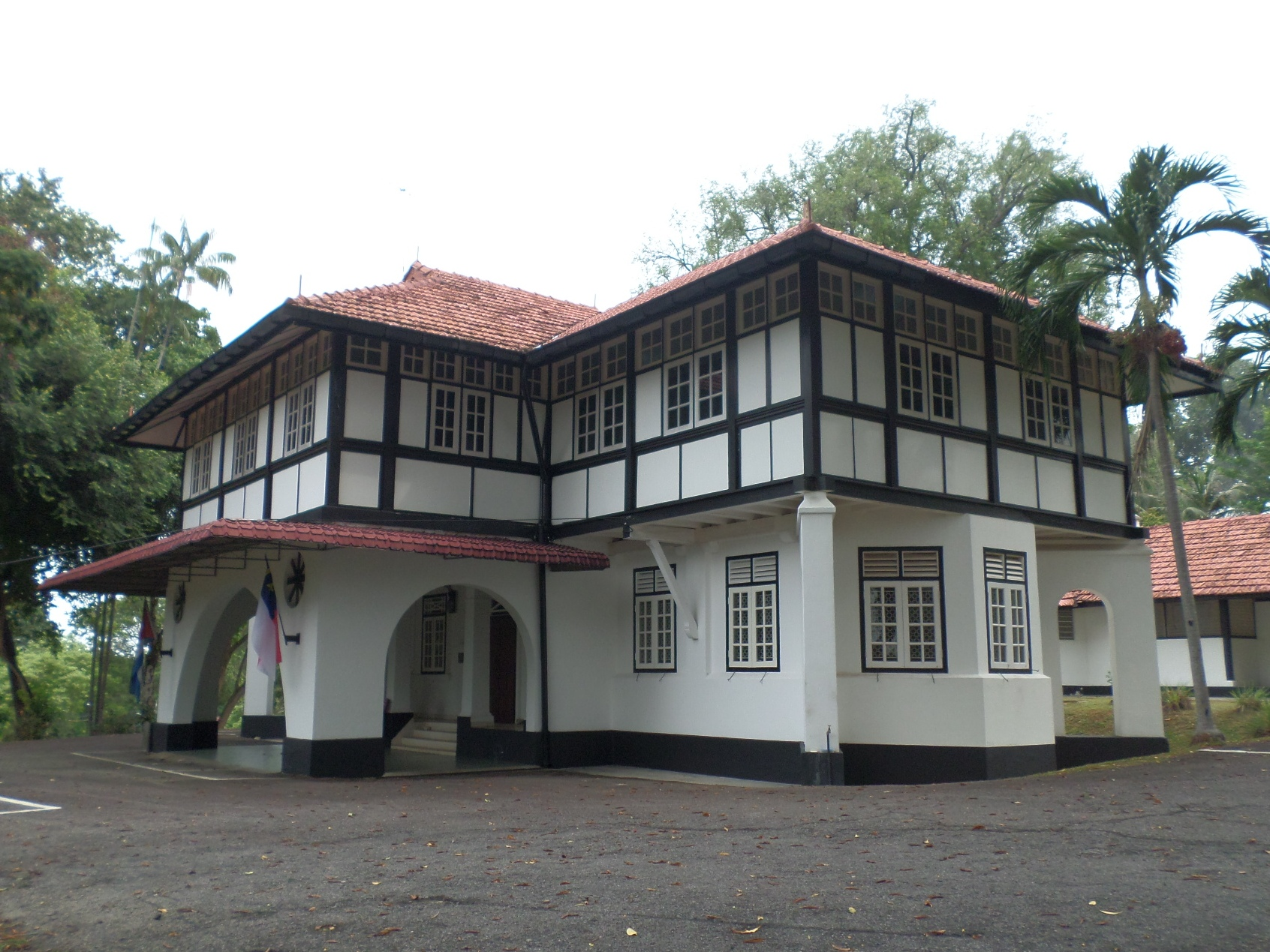
Casa Cuba en Malacca, Malasia

La Casa Cuba en Malacca, construida en 2007 como una iniciativa de la Embajada de Cuba en Malasia, es una galería de arte dedicada a obras de artistas cubanos. La galería está situada en un edificio que era antes una residencia oficial superior del oficial durante British Malaya.

## Lecturas externas
- Malaysia and Cuba to Enhance Relations cubasi.cu
- Cubanos residentes en Malasia celebran natalicio de Martí y 55 Aniversario de la Revolución. Archivado el 25 de febrero de 2018 en Wayback Machine. Nación y Emigración